# Denys Schmyhal

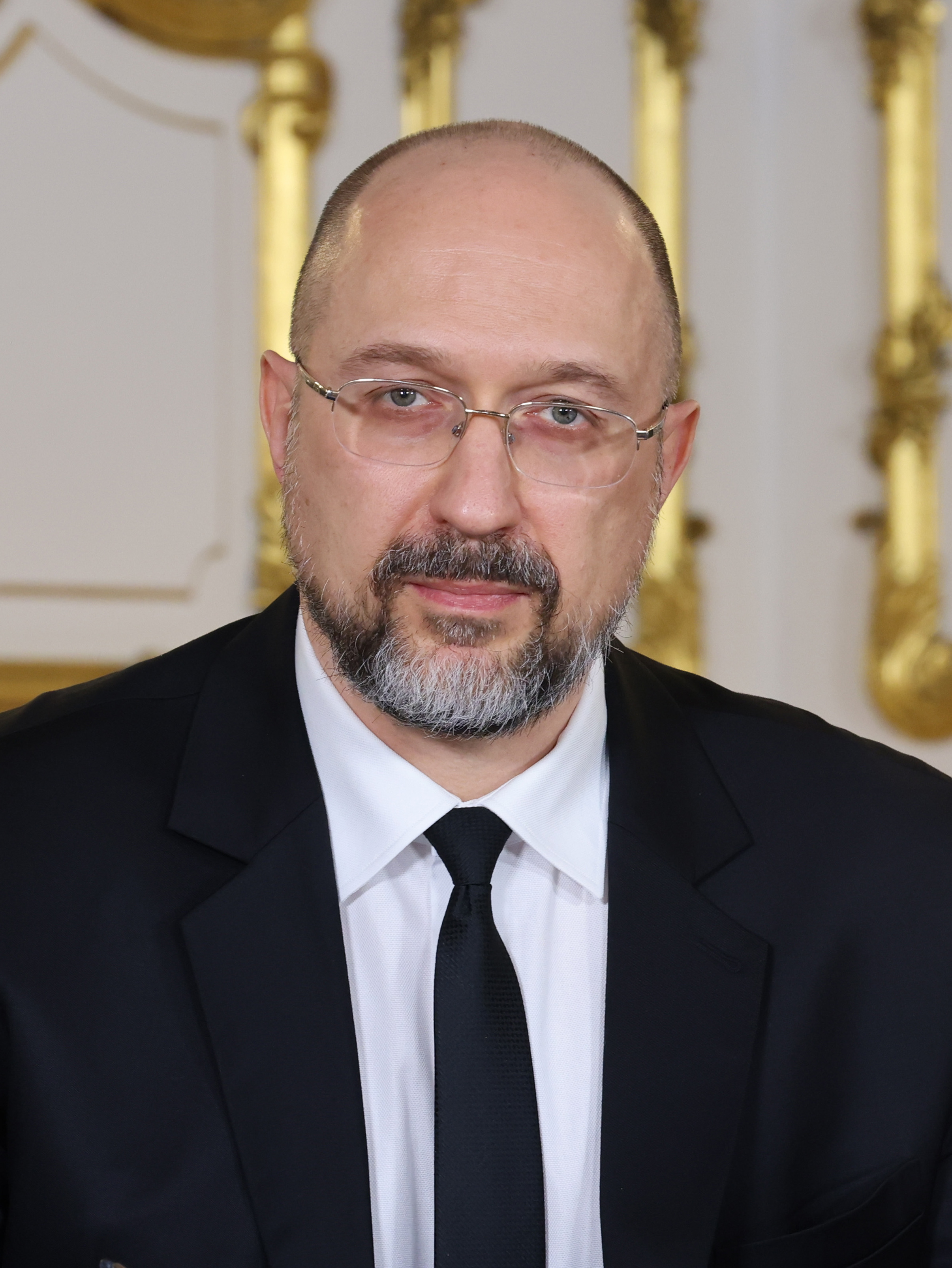
Denys Schmyhal (2022)

Denys Anatolijowytsch Schmyhal (ukrainisch Денис Анатолійович Шмигаль; * 15. Oktober 1975 in Lwiw, Ukrainische SSR) ist ein ukrainischer Politiker. Vom 4. März 2020 bis zum 17. Juli 2025 war er Ministerpräsident der Ukraine. Seit dem 17. Juli 2025 ist er der Verteidigungsminister der Ukraine.

## Leben
Schmyhal kam in Lwiw in der Westukraine zur Welt. Er entstammt einer jüdischen Familie. Schmyhal ist mit Kateryna Schmyhal verheiratet und hat zwei Töchter. Er schloss 1997 ein Studium der Ökonomie an der Polytechnischen Universität Lwiw ab und verteidigte 2003 seine Dissertation über Regionalökonomie und den Einsatz von Produktivkräften. 
Schmyhal arbeitete in Führungspositionen in der freien Wirtschaft und wechselte 2009 in den öffentlichen Dienst, wo er zunächst Assistent des Gouverneurs der Oblast Lwiw und anschließend Leiter der Wirtschaftsabteilung der regionalen Staatsverwaltung war. 2011 war er der Leiter der NGO Institut für regionale Entwicklung. 2014 war er als Assistent des Parlamentsabgeordneten Roman Cherneha der UDAR-Partei tätig. Danach war er Stellvertretender Leiter des Regionalbüros des Finanzdienstes in Lwiw.
Schmyhal stand zumindest zeitweise in enger Verbindung mit dem Oligarchen Rinat Achmetow, in dessen Energiekonzern DTEK Zahidenergo er seit 2017 tätig war. Im Januar 2018 wurde er Direktor des zu Achmetows Konzern gehörenden Kraftwerks Burschtyn in der Oblast Iwano-Frankiwsk. Vom 1. August 2019 bis zum 5. Februar 2020 war er Vorsitzender der regionalen Verwaltung der Oblast Iwano-Frankiwsk.
Er war vom 4. Februar bis 4. März 2020 im Kabinett Hontscharuk stellvertretender Ministerpräsident der Ukraine und, in Nachfolge von Aljona Babak, Minister für kommunale und territoriale Entwicklung.

### Ministerpräsident

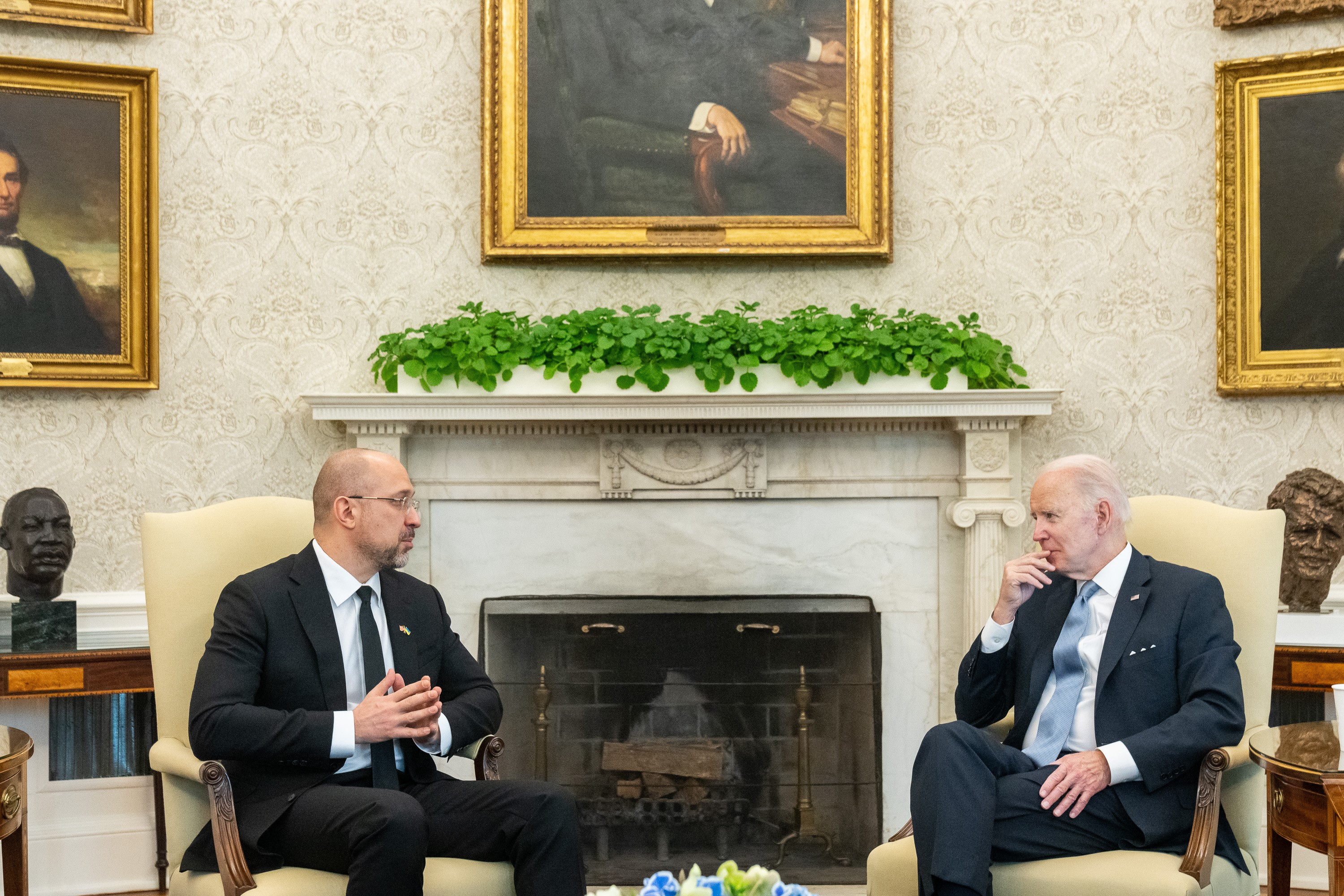
Denys Schmyhal und Joe Biden (2022)

Schmyhal wurde am 4. März 2020 nominiert von Präsident Wolodymyr Selenskyj als Nachfolger von Oleksij Hontscharuk nominiert und vom Parlament zum Ministerpräsidenten der Ukraine gewählt. Am gleichen Tag stellte er sein Kabinett vor. Als Premierminister war Schmyhal auch für die Reaktion auf die COVID-19-Pandemie zuständig.
Nach dem Beginn des russischen Überfalls auf die Ukraine am 24. Februar 2022 zeigte sich Präsident Selenskyj am 25. Februar 2022 gemeinsam mit Schmyhal sowie den Chefs der Präsidialverwaltung und des Parlaments in der Hauptstadt Kiew. Diesbezüglich erklärte er ein Jahr nach Kriegsbeginn im Februar 2023:

„Das ist ein Tag, an dem für alle Ukrainer und für mich alles andere zum Stillstand kam und wir uns auf den Krieg konzentrierten. Das Jahr, das seither vergangen ist, ist wie ein einziger Tag verflogen. Ein langer, schwerer Tag, voller Verluste und Leid.“

Am 15. Juli 2025 reichte er seinen Rücktritt beim Präsidenten Selenskyj ein, der am 16. Juli 2025 von der Werchowna Rada angenommen wurde. Bis zur Wahl seiner designierten Nachfolgerin Julija Swyrydenko am 16. Juli 2025 führte er die Regierungsgeschäfte kommissarisch weiter. Schmyhal war der am längsten amtierende Ministerpräsident in der Geschichte der unabhängigen Ukraine.

### Verteidigungsminister
Nach dem Ausscheiden aus dem Amt des Ministerpräsidenten, wollte man nicht auf seine Erfahrung verzichten und Präsident Selenskyj nominierte ihn für das Amt des Verteidigungsministers im Kabinett Swyrydenko. Auf diesem Posten wurde er am 17. Juli 2025 vom Parlament bestätigt.